# Лимити (Перуђа)
Лимити је насеље у Италији у округу Перуђа, региону Умбрија.
Према процени из 2011. у насељу је живело 109 становника. Насеље се налази на надморској висини од 192 м.